# Bill omnibus (Trudeau)
Pour les articles homonymes, voir Bill omnibus.
La Loi de 1968-69 modifiant le droit pénal (S.C. 1968-69, c. 38) est une loi canadienne adoptée le 14 mai 1969 par la Chambre des communes du Canada lors de la 28e législature du Canada. Présentée en 1967 par Pierre Elliott Trudeau, alors ministre de la Justice du Canada, cette loi contribuait à adapter le droit pénal canadien aux valeurs du Canada de l'époque. Il s'agissait d'un projet de loi du type dit « omnibus », c'est-à-dire un projet de loi portant à la fois sur plusieurs sujets.  La loi se composait de quelque 120 articles, modifiant plusieurs éléments du Code criminel du Canada.  Le ministre Trudeau cristallisa l'esprit de ces modifications par l'apophtegme « there's no place for the State in the bedrooms of the nation. » (français : « l'État n'a rien à faire dans les chambres à coucher de la nation. »).
La loi suscita de nombreux débats sociétaux, notamment par sa décriminalisation de l'acte homosexuel entre individus consentants de 21 ans et plus ainsi que de la décriminalisation de l'avortement thérapeutique.
Elle touchait aussi aux loteries, aux armes à feu et à la conduite avec facultés affaiblies.